# Bronnbachquelle
Koordinaten: 48° 28′ 7,6″ N, 8° 54′ 18,4″ O
Die Bronnbachquelle ist eine starke Karstquelle bei Rottenburg am Neckar im Oberen Gäu in Baden-Württemberg.

## Lage
Die Bronnbachquelle befindet sich zwischen dem Stadtteil Obernau und der Kernstadt von Rottenburg am Flusslauf des Neckars. Sie ist komplett gefasst und liegt im Gebäude des städtischen Wasserwerkes.

## Daten

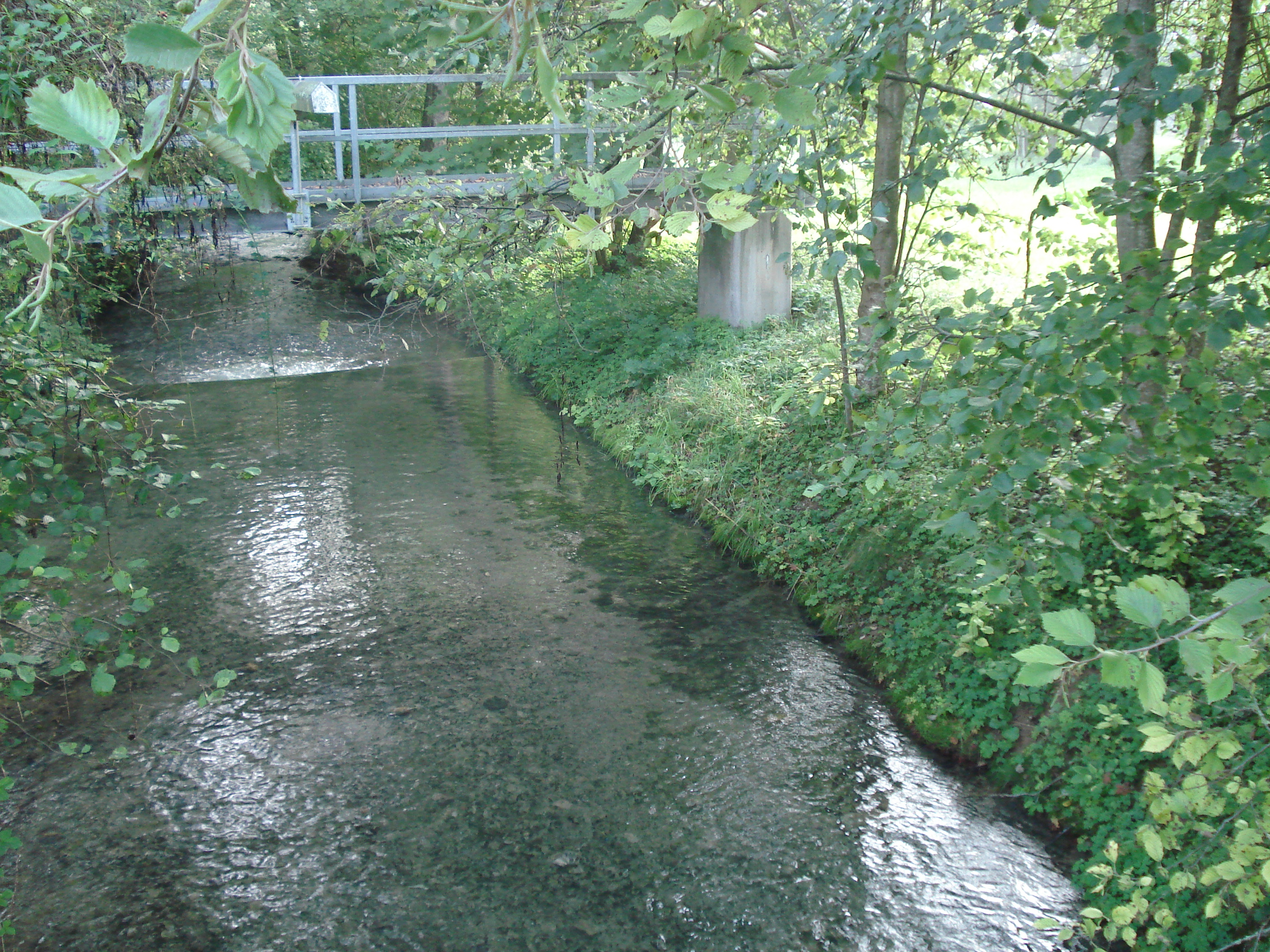
Der abfließende Bronnbach am Wasserwerk

Die Karstquelle schüttete zwischen 1994 und 2023 durchschnittlich etwa 480 Liter Wasser pro Sekunde (minimal 96 l/s, maximal 1341 l/s); ihr Einzugsgebiet umfasst ca. 90 bis 100 km². Der Teil des Quellwassers, der nicht in die Trinkwasserversorgung gespeist wird, fließt über ein Abflussrohr in den ursprünglichen Bachlauf des Bronnbaches. Dieser mündet nach gut 400 m in der linken Neckaraue an der Bronnmühle in den Neckar. Neben der Bronnbachquelle speist auch der Papiermühlebrunnen in der Neckaraue in die Wasserversorgung ein. Beide Quellen versorgen mittlerweile die Kernstadt, die Stadtteile Seebronn und Hailfingen sowie Weiler und Bad Niedernau südlich des Neckars.
Bei Färbeversuchen wurden Verbindungen von Versickerungsstellen mit Schwerpunkt im Einzugsgebiet der Kochhart und im Gebiet zwischen der Kochhart und der Bronnbachquelle festgestellt. Zu diesen Versickerungsstellen gehört die Doline Herrgottscheuer (⊙), die 12,7 km von der Bronnbachquelle entfernt nördlich von Mötzingen liegt.